# Papežský biblický institut
Papežský biblický institut (latinsky Pontificium Institutum Biblicum, italsky Pontificio Istituto Biblico) je vysokoškolská instituce Svatého stolce sídlící v Římě zaměřená zejména na studium biblistiky. Byl založen 7. května 1909 konstitucí papeže Pia X. a po celou dobu své existence je veden jezuity. Studenti institutu pocházejí z několika desítek zemí, výuka probíhá v italštině nebo angličtině.
Ve svých počátcích neměl pravomoc udělovat akademické tituly, nýbrž jen připravoval studenty ke zkouškám před Papežskou biblickou komisí. Od roku 1916 institut uděloval licenciát jménem Papežské biblické komise a v roce 1930 se zcela osamostatnil, přičemž mu bylo současně přiznáno oprávnění udělovat doktorát. Původně se institut nečlenil na fakulty, v roce 1932 však byla založena Fakulta pro studium starověkého Blízkého východu, přičemž původní část školy se začala označovat jako Fakulta biblických studií. Velkým kancléřem institutu je prefekt Kongregace pro katolickou výchovu, vicekancléřem generální představený Tovaryšstva Ježíšova.
Od roku 1927 má pobočku v Jeruzalémě, tvořenou zázemím pro ubytování vyučujících a studentů, knihovnou a muzeem. Studenti institutu zde mohou v rámci svého studia navštěvovat kurzy na Hebrejské univerzitě v Jeruzalémě, Francouzské biblické a archeologické škole v Jeruzalémě nebo institutu Studium Biblicum Franciscanum.
Chirografem papeže Františka ze dne 17. prosince 2019 bylo rozhodnuto, že Papežský biblický institut a Papežský východní institut, při zachování jejich názvů i poslání, budou spojeny s Papežskou Gregoriánskou univerzitou tak, aby byly součástí stejného právního subjektu. Pověřil také generálního představeného Tovaryšstva Ježíšova, aby společně se zúčastněnými institucemi připravil nové stanovy Gregoriánské univerzity reflektující začlenění obou institutů. Nové stanovy byly ratifikovány a schváleny 11. února 2024 a na Letnice 19. května 2024 vstoupily v platnost. Počínaje tímto datem je Papežská univerzita Gregoriana řízena jediným rektorem, oba začleněné instituty zastupuje prezident.